# Alexander Ypsilantis (General)

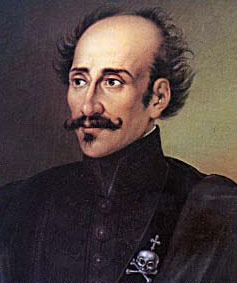
Alexander Ypsilantis

Fürst Alexander Ypsilantis oder Ypsilanti (griechisch Ἀλέξανδρος Υψηλάντης Alexandros Ypsilandis, * 12. Dezember 1792 in Konstantinopel; † 31. Januar 1828 in Wien) war ein griechischer General in russischen Diensten im Kampf für die Unabhängigkeit Griechenlands.

## Leben
Alexander Ypsilantis stammte aus der phanariotischen Familie Ypsilantis und war der Enkel des gleichnamigen Wojwoden der Walachei und Sohn von Konstantin Ypsilantis und diente als Offizier im russischen Heer. Er übernahm 1820, nachdem Ioannis Kapodistrias, Minister des Zaren, zuvor abgelehnt hatte, die Leitung der bis dahin kopflosen Organisation Philiki Etaireia (etwa „Freundschaftsgesellschaft“) zur Vorbereitung und Planung des Griechischen Freiheitskampfes gegen die Türken. Im Generalplan, der noch im gleichen Jahr entstand, war vorgesehen, dass der Kampf zunächst in den Gebieten nördlich der Donau (Moldau und Walachei) starten sollte.

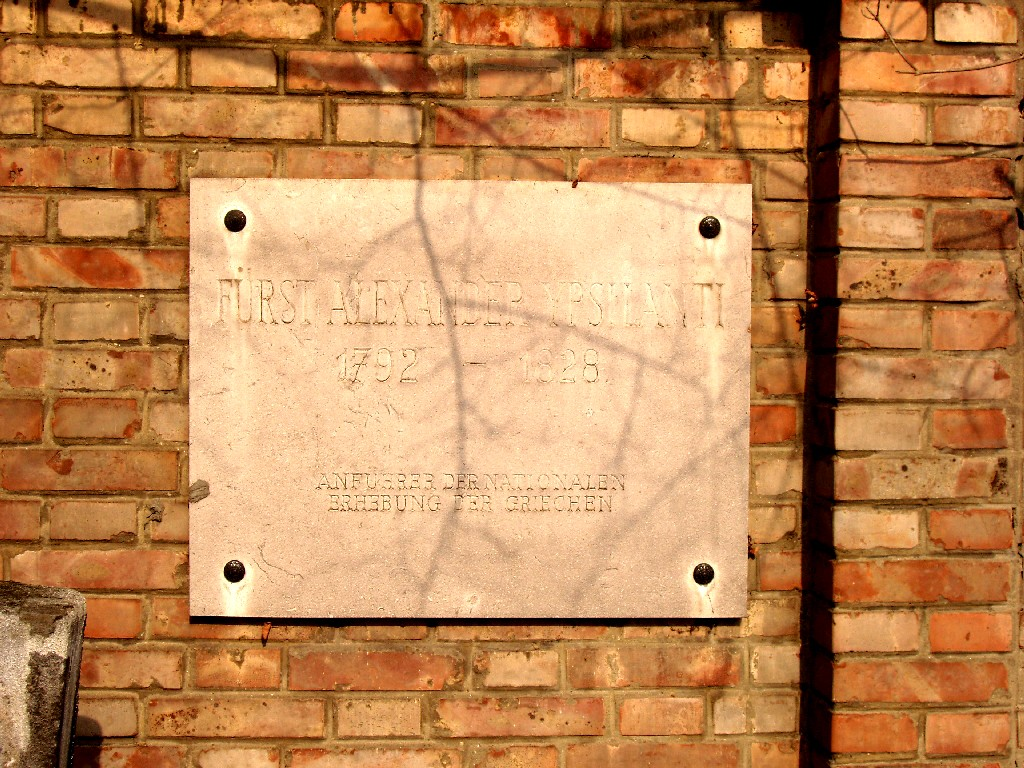
Gedenktafel auf dem Sankt Marxer Friedhof in Wien

Das griechische Heer (Heilige Schar) aber, das nur aus wenigen Freiwilligen bestand, wurde von den osmanischen Streitkräften am 19. Juni 1821 nahe Drăgășani geschlagen. Ypsilantis überlebte, weil er sich rechtzeitig abgesetzt hatte. Von den verbliebenen Aufständischen fanden die meisten am 29. Juni 1821 in der Schlacht von Sculeni den Tod. Ypsilantis, sein Bruder Nicholas und einige andere wurden auf ihrem Weg zurück nach Griechenland von den österreichischen Behörden festgenommen und unter dem Decknamen „Baron Schönwarth“ zunächst auf der Burg Palanok in Mukatschewo, ab 1823 dann in der Kleinen Festung in Theresienstadt gefangen gehalten. 1827 wurde er aus der Gefangenschaft entlassen und ging nach Wien. Er wurde in Wien bis zu seinem Tod von Lulu von Thürheim und ihrer Schwester Konstantine Fürstin Rasumofsky (der Gattin des Fürsten Andrej) betreut. Alexander Ypsilanti starb am 31. Jänner 1828 im Gasthof Zur goldenen Birne in Bezirk Wien-Landstraße.

### Beerdigungen und Exhumierungen
Ypsilantis wurde auf dem Sankt Marxer Friedhof beerdigt, wo heute eine Gedenktafel an ihn erinnert.
Der königlich griechische Generalkonsul und Unternehmer Georg Simon von Sina  beauftragte Theophil Hansen mit einem Mausoleum für Ypsilantis im Park des Schloss Rappoltenkirchen bei Sieghartskirchen, das sich im Besitz von Ypsilantis' Familie befand. Dort ruhten seine Gebeine von 1906 bis 1964. Danach wurden Ypsilantis erneut exhumiert und in seine griechische Heimat überführt. Einigen Quellen zufolge befinden sich Ypsilantis’ Knochen heute in Thessaloniki, an anderer Stelle heißt es, er sei im Pedio tou Areos in Athen beigesetzt worden.

### Sonstiges
In Johann Ludwig Wilhelm Müllers Buch "Lieder der Griechen" findet sich auch ein Lied über Ypsilantis, dessen ersten Strophen wie folgt lauten:
Alexander Ypsilanti saß in Munkacs hohem Thurm,
An den morschen Fenstergittern rüttelte der wilde Sturm,
Schwarze Wolkenzüge flogen über Mond und Sterne hin –

Und der Griechenfürst erseufzte: Ach, dass ich gefangen bin!
Alexanders Bruder Dimitrios (1793–1832) war Namensgeber der Stadt Ypsilanti im US-Bundesstaat Michigan. Dimitrios gehörte ebenfalls der Philiki Etaireia an und kämpfte ebenfalls – erfolgreicher als Alexander – für die griechische Unabhängigkeit, die er 1832 erlebte. Beide Brüder gingen in als Mitglieder einer Familie mit geradezu revolutionärer Tradition in die griechische Geschichte ein, für ihre Dienste im russischen Heer, herausragende militärische Karrieren und signifikante Personen im Kampf gegen die Osmanen ein. Während beiden nachgesagt wird, zu sehr in Geheimgesellschaften, Intrige und russische Unterstützung vertraut zu haben, wurden ihre Träume für ein rechtsstaatliches Griechenland lange nach dem Tod beider Brüder größtenteils wahr.